# Caiapós-aucres
Os caiapós-aucres são um dos subgrupo dos caiapós, que habita no município de Ourilândia do Norte ao Sul do estado brasileiro do Pará, mais precisamente a Área Indígena Kayapó.